# William Martin Conway
William Martin Conway, né le 12 avril 1856 à Rochester et mort le 19 avril 1937 à Londres, 1er baron d'Allington, est un alpiniste, explorateur, écrivain, historien, professeur et critique d'art anglais.

## Biographie
Sa carrière alpine débute en 1878, avec l'ouverture d'une nouvelle voie sur le versant ouest du Zinalrothorn. En 1892 il entreprend un important voyage d'exploration au Karakoram et établit à l'occasion un record d'altitude qui tient jusqu'en 1906. En 1894, Conway se lance dans la traversée complète des Alpes, entreprise qui dure trois mois. Quatre ans plus tard, lors d'une expédition dans les Andes, il échoue de peu à l'Aconcagua.
Il est surtout célèbre pour ses expéditions au Svalbard. Ainsi le 18 juin 1896, il explore l'Adventfjorden avec le géologue John Gregory et Edmund Garwood avec deux poneys tirant les traîneaux. Ils traversent les marécages et atteignent la baie d'Agardhbukta le 17 juillet. Le 5 août, à bord de L'Express, ils se rendent dans le Nord-Est de l'archipel, visitent la base de Salomon August Andrée et le Sjuøyane et étudient le Wijdefjorden.
Conway revient au Svalbard avec Garwood et deux Norvégiens le 9 juillet 1897. Ils débarquent en baie de Billefjorden, escaladent le Nordenskiöldbreen puis, un des hommes étant malade, doivent revenir à Billefjorden. Le 21 juillet, ils repartent à l'Aventfjorden et en bateau, atteignent Kongsfjorden le 25 juillet. Garwood fait alors l'ascension du Nielsenfjellet puis du glacier Kongsfjella. Les deux hommes explorent ensuite pour la première fois le Tre Kronor et montent le Hornsundtind.
En 1898, Conway se rend avec ses guides dans la cordillère Royale dans les Andes boliviennes. L'équipe gravit le sommet sud du Nevado Illimani et Conway dresse la première carte topographique du massif qui paraît en 1901 dans l'ouvrage The Bolivian Andes.
Outre ses fonctions de professeur et de critique d'art aux universités de Cambridge et de Liverpool, Conway fut directeur de l'Imperial War Museum de Londres.

## Ascensions

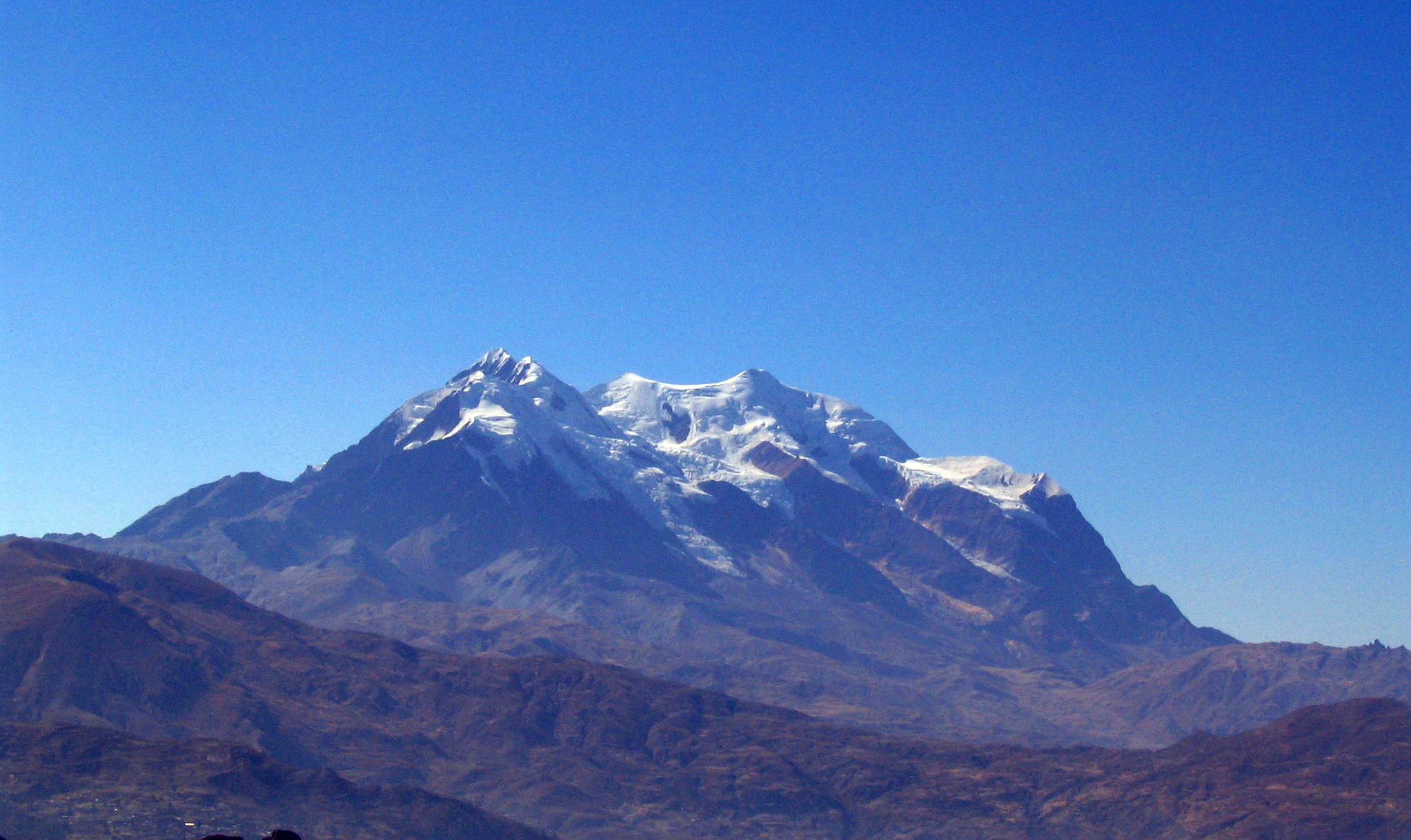
Nevado Illimani

- 1878 - Nouvelle voie dans le Zinalrothorn
- 1892 - Première ascension du Pionneer Peak (6 890 mètres)[4]
- 1894 - Première ascension du Galenstock par la paroi est
- 1898 - Sommet sud du Nevado Illimani et sommet du mont Sarmiento

## Écrits
- (en) The Alps from End to End, A. Constable, 1895 (ASIN B0008562U4)
- The first crossing of Spitzbergen, J. M. Dent, Londres, 1897
- With Ski and Sledge Over Arctic Glaciers, Londres, 1898
- (en) The Bolivian Andes. A Record of Climbing and Exploration In the cordilla Real in The Years 1898 and 1900, New-York, Londres, Harper & brothers, 1901 (lire en ligne)
- Early Dutch and English voyages to Spitzbergen in the XVIIIth century, Hakluyt Society, Londres, 1904
- No man's land, A history of Spitzbergen from its discovery to the beginning of scientific explorations of the country, Cambridge University Press, 1906